# 厚生局 (琉球政府)
厚生局（こうせいきょく）は、琉球政府の行政事務部局のひとつ。医療・保健・社会保障を所管した。1961年8月1日の機構改革において、社会局が改称されたものである。

## 所掌事務
厚生局の所掌事務は以下の通りである（1972年5月14日現在）。
- 保健衛生に関すること
- 医療に関すること
- 薬事に関すること
- 社会福祉に関すること
- 住民生活の保護指導に関すること
- 援護及び復員に関すること
- 社会保険に関すること
- その他厚生に関すること

## 組織
厚生局の組織は以下の通りである（1972年5月14日現在）。

### 内部部局
- 局長直属
  - 総務課
- 公衆衛生部
  - 衛生課
  - 予防課
- 医務部
  - 医事診療課
  - 病院管理課
  - 薬務課
- 民生部
  - 民生課
  - 児童福祉課
  - 援護課

### 外局
- 社会保険審査委員会
- 社会保険庁

### 支分部局
- 保健所
- 福祉事務所
- 児童相談所
- 婦人相談所
- 石垣医療航空事務所

### 附属機関
- 公害・衛生研究所
- 検疫所
- 病院
- 療養所
- 看護学校
- 医学図書館
- 実務学園
- 児童園
- 身体障害者更生指導所
- 身体障害者更生相談所
- 厚生園

## 離島巡回診療業務
1970年、宮古諸島・八重山諸島といった僻地離島における急患輸送や巡回診療をヘリコプターによって実施することが計画され、1972年3月に実施機関として厚生局に石垣医療航空事務所を設置し、5月15日に就役した吊り下げ救助装置と非常用フロートを装備した川崎重工業製ヒューズ 369HS型ヘリコプター2機により業務が始められた。設置・運営に関しては、準備段階より本土の海上保安庁の支援を受けており、ヘリコプターの運航要員も同庁より派遣を受けていた。本土復帰に伴い、石垣医療航空事務所は第十一管区海上保安本部石垣航空基地となり、2機のヘリコプターは海上保安庁に引き継がれ1993年6月まで運用された。